# شهرستان کمبل (داکوتای جنوبی)
شهرستان کمبل، داکوتای جنوبی (به انگلیسی: Campbell County, South Dakota) یک سکونتگاه مسکونی در ایالات متحده آمریکا است که در داکوتای جنوبی واقع شده‌است.

## خصوصیات
شهرستان کمبل ۱٬۹۹۸ کیلومترمربع مساحت دارد.